# Broadway Calls
I Broadway Calls sono un gruppo musicale statunitense formatosi nel 2005 a Rainier, nell'Oregon.

## Formazione

### Formazione attuale
- Ty Vaughn – voce, chitarra (2005-presente)
- Adam Willis – basso (2010-presente)
- Josh Baird – batteria, percussioni (2005-presente)

### Ex componenti
- Robbie Baird – chitarra (2005-2008)
- Chris Spencer – chitarra (2008)
- Matt Koenig – basso, voce secondaria (2005-2010)

## Discografia

### Album in studio
- 2007 – Broadway Calls
- 2009 – Good Views, Bad News
- 2013 – Comfort/Distraction
- 2020 – Sad In The City

### EP
- 2006 – Call the Medic
- 2011 – Toxic Kids

### Split
- 2007 – The Riot Before/Broadway Calls
- 2008 – Broadway Calls/Teenage Bottlerocket
- 2012 – Vision Quest (con i Mixtapes)